# Rebešovice
Rebešovice jsou obec v okrese Brno-venkov v Jihomoravském kraji, v Dyjsko-svrateckém úvalu. Žije zde přibližně 1 100 obyvatel.

## Historie
První písemná zmínka o obci pochází z roku 1174. Roku 1175 obec daroval vladyka Ondřej benediktinskému klášteru v Rajhradě.
K roku 1340 je doložena podoba názvu obce Rebieschowicz.
Starostou obce je od 10. listopadu 2010 Stanislav Němec.

## Obyvatelstvo
| Rok            | 1869 | 1880 | 1890 | 1900 | 1910 | 1921 | 1930 | 1950 | 1961 | 1970 | 1980 | 1991 | 2001 | 2011 | 2021  |
| -------------- | ---- | ---- | ---- | ---- | ---- | ---- | ---- | ---- | ---- | ---- | ---- | ---- | ---- | ---- | ----- |
| Počet obyvatel | 208  | 182  | 189  | 190  | 200  | 241  | 296  | 251  | 305  | 281  | 306  | 413  | 524  | 887  | 1 087 |
| Počet domů     | 25   | 25   | 26   | 26   | 34   | 40   | 56   | 63   | 65   | 70   | 79   | 106  | 160  | 286  | 353   |

## Obecní správa

### Obecní symboly
Znak a vlajka byly obci uděleny rozhodnutím předsedy Poslanecké sněmovny Parlamentu České republiky dne 28. listopadu 2000.

## Doprava
Územím obce prochází dálnice D2 a silnice III/41614 Chrlice - Rebešovice - Rajhradice.
Rebešovice jsou začleněny do Integrovaného dopravního systému Jihomoravského kraje. Dopravu zajišťuje autobusová linka č. 509 spojující Brno a Měnín.

## Pamětihodnosti
- Výklenková kaplička sv. Jana Nepomuckého z 18. století
- Krucifix (litinový) osazený na kamenné podnoží s reliéfem Panny Marie Bolestné
- Zvonice čtvercového půdorysu na návsi obce, postavená kolem roku 1830
- Zámeček (sídlo obecního úřadu a knihovny)

## Zámeček
Roku 1694 byl postaven rajhradským proboštem Bennem Augustinem Brančanským na místě původního svobodného dvora tzv. zámeček s kaplí svaté Doroty.
Dne 1. prosince 1919 se v zámečku zastřelili dva 18letí chlapci, kteří tak spáchali sebevraždu.
V roce 1936 byl zámeček (čp. 12) z důvodu finanční nouze rajhradskými benediktiny prodán (kaple sv. Doroty ale i nadále musela sloužit veřejnosti) předsedovi kanceláře Zemského úřadu v Brně Františku Bednářovi z Rebešovic, který se do něj se svou rodinou nastěhoval. Místnímu národnímu výboru v Rebešovicích zámek prodala až Vilemína Šimková v roce 1961.

## Zájmové a sportovní organizace
V roce 1962 byla v obci založena organizace TJ Sokol Rebešovice. Velké popularitě se těší oddíl stolního tenisu, který reprezentují hráči pěti mužstev. Mužstvo „A“ hraje Krajskou soutěž II. třídy A. V obci se nachází různá sportoviště, jako jsou kurty na tenis, nohejbal, volejbal, herna na stolní tenis a fotbalové hřiště pro malou kopanou. TJ Sokol Rebešovice ve spolupráci s obcí pořádá také další akce, jako je rozsvícení vánočního stromu, vánoční zpívání koled, dětský den, maškarní ples, ples, turnaje v nohejbalu, tenise, volejbalu, atd.
Každým rokem se zde pořádají hody. Hlavní hody jsou první týden v únoru a Babské hody v září. V Rebešovicích se konají také tradiční události obce, jako je vítání jara (morena), hrkání, hody. Od roku 2012 se v obci funguje mateřská škola. V obci se nachází Zámecká restaurace.

## Galerie

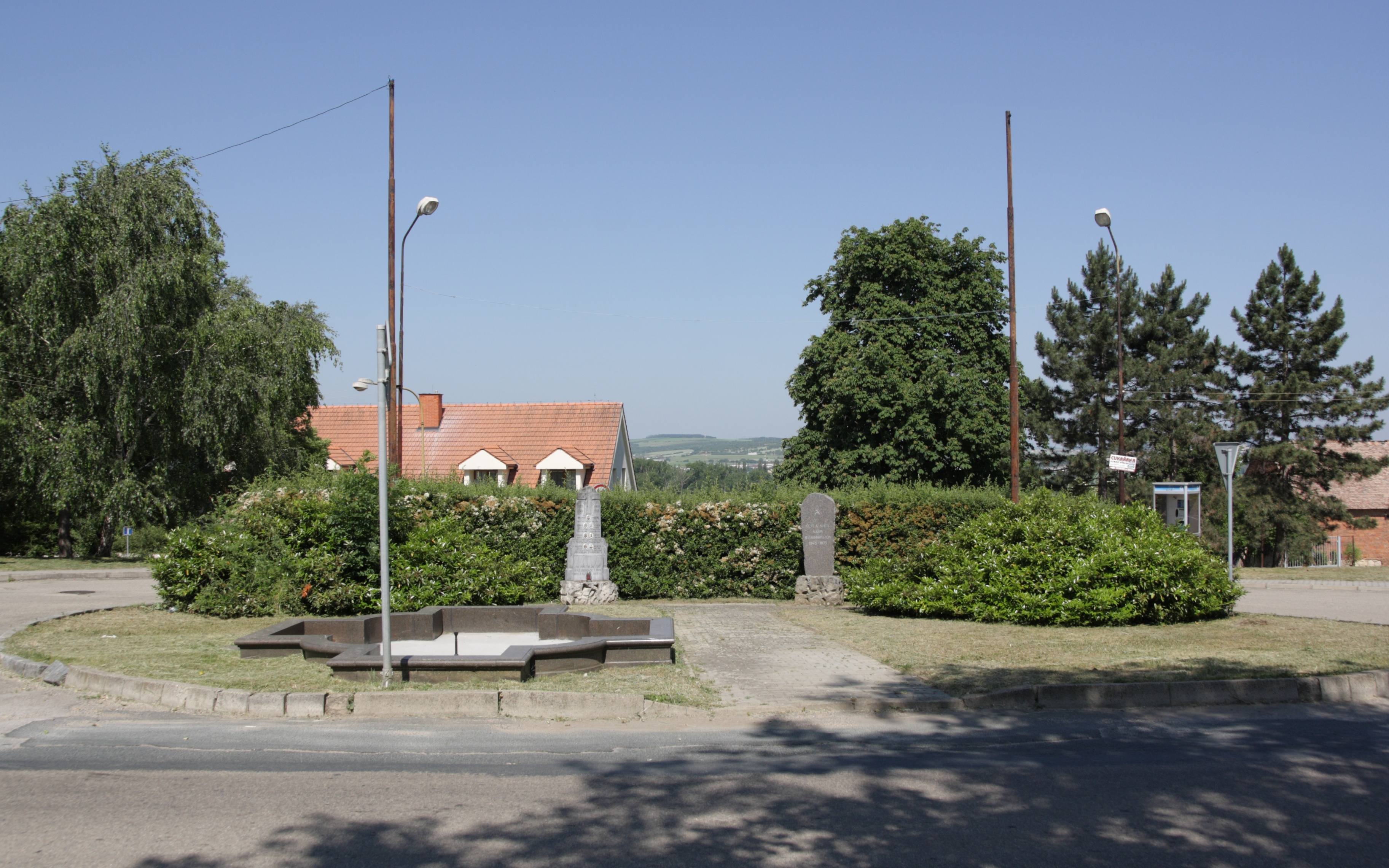
náměstí na ulici Chrlická
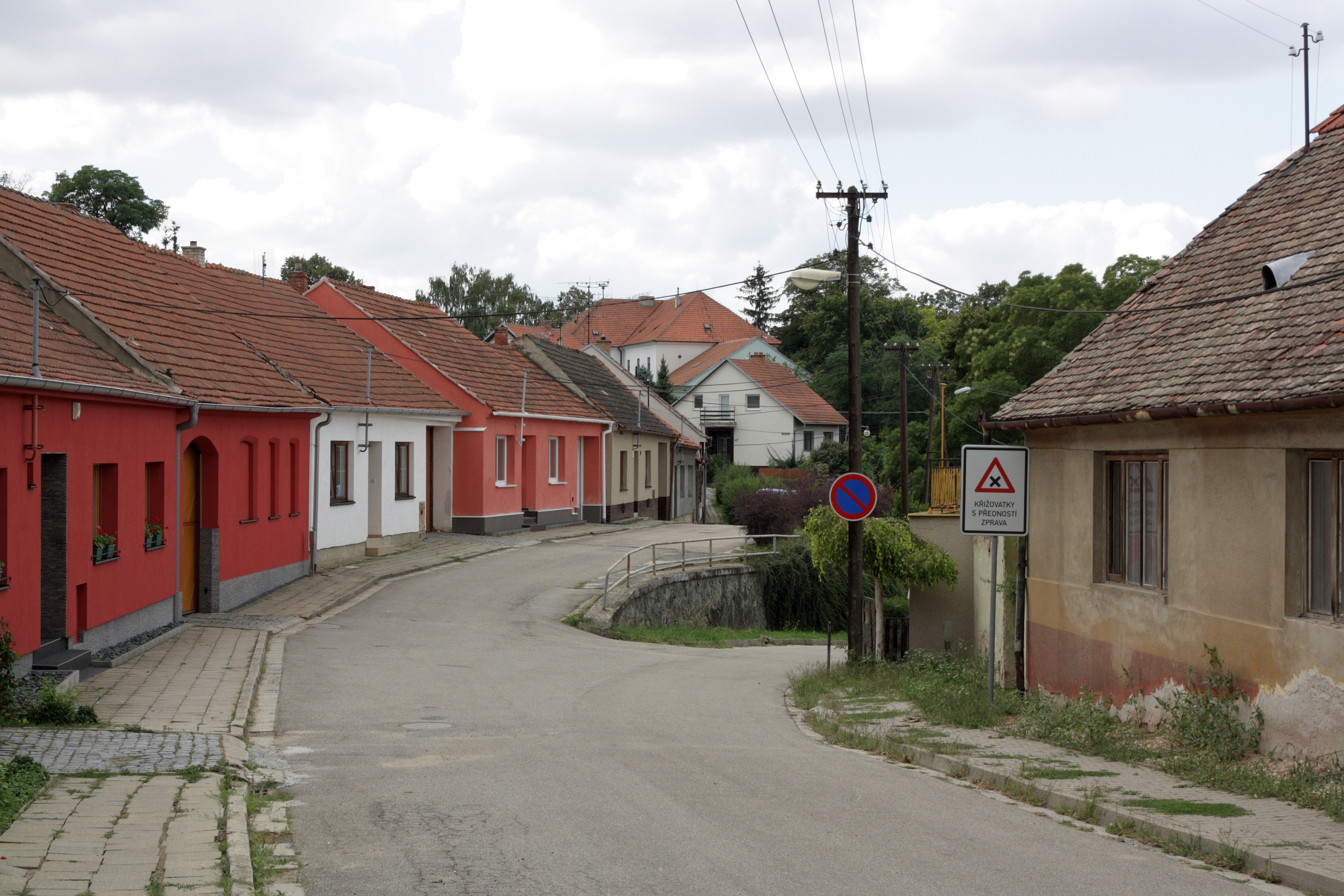
ulice Na Dědině
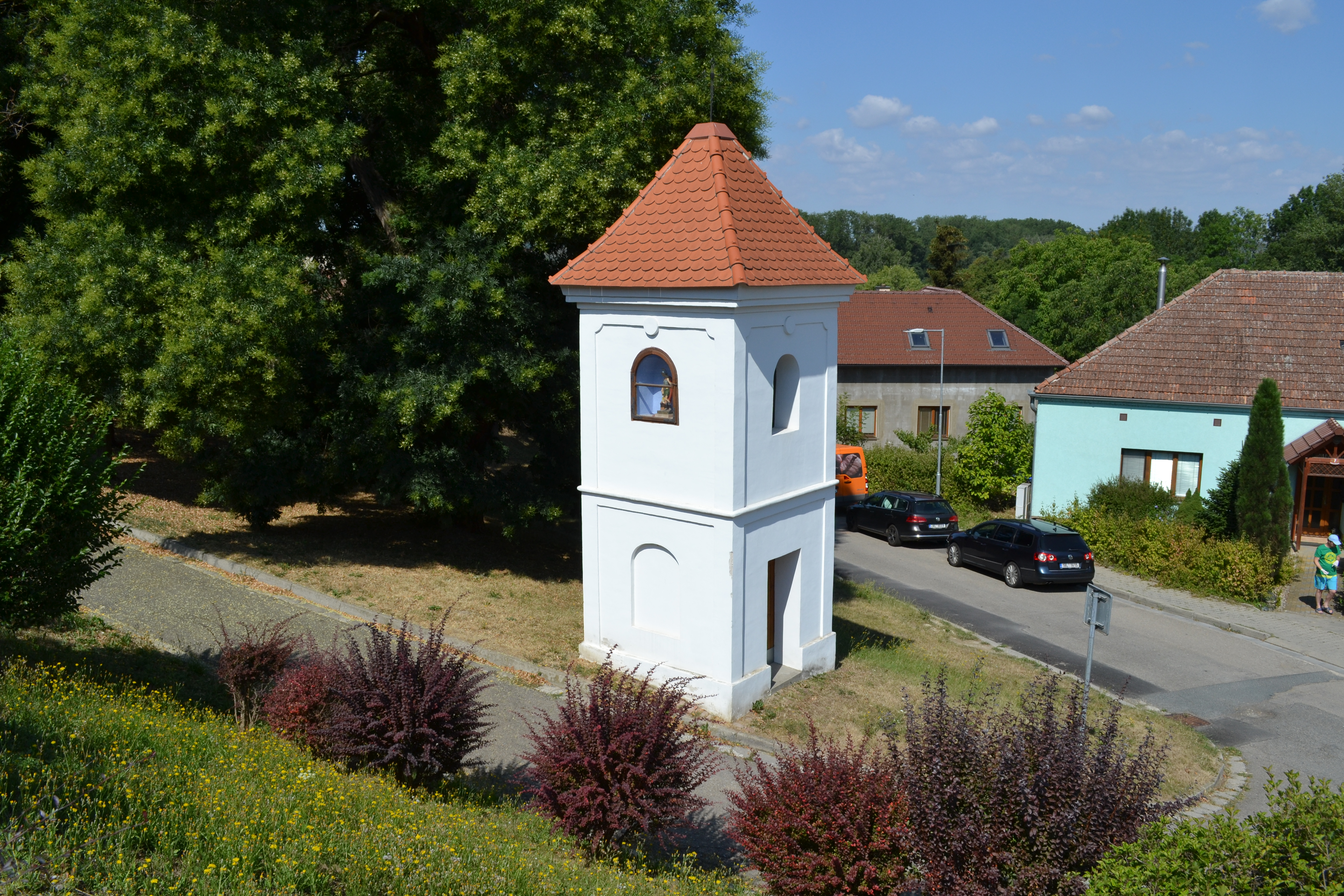
zvonice v ulici Na Dědině
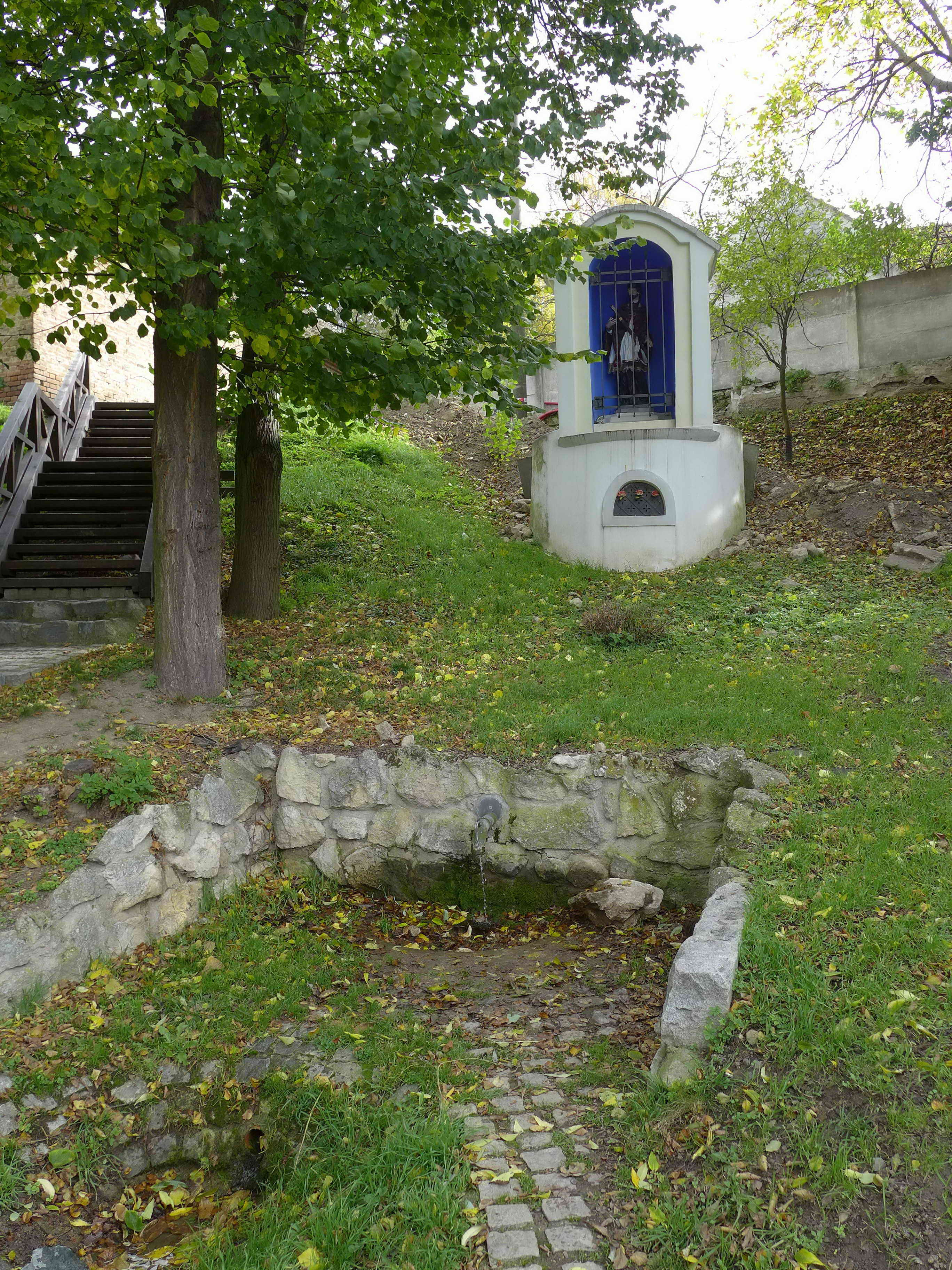
kaplička sv. Jana Nepomuckého a pramen
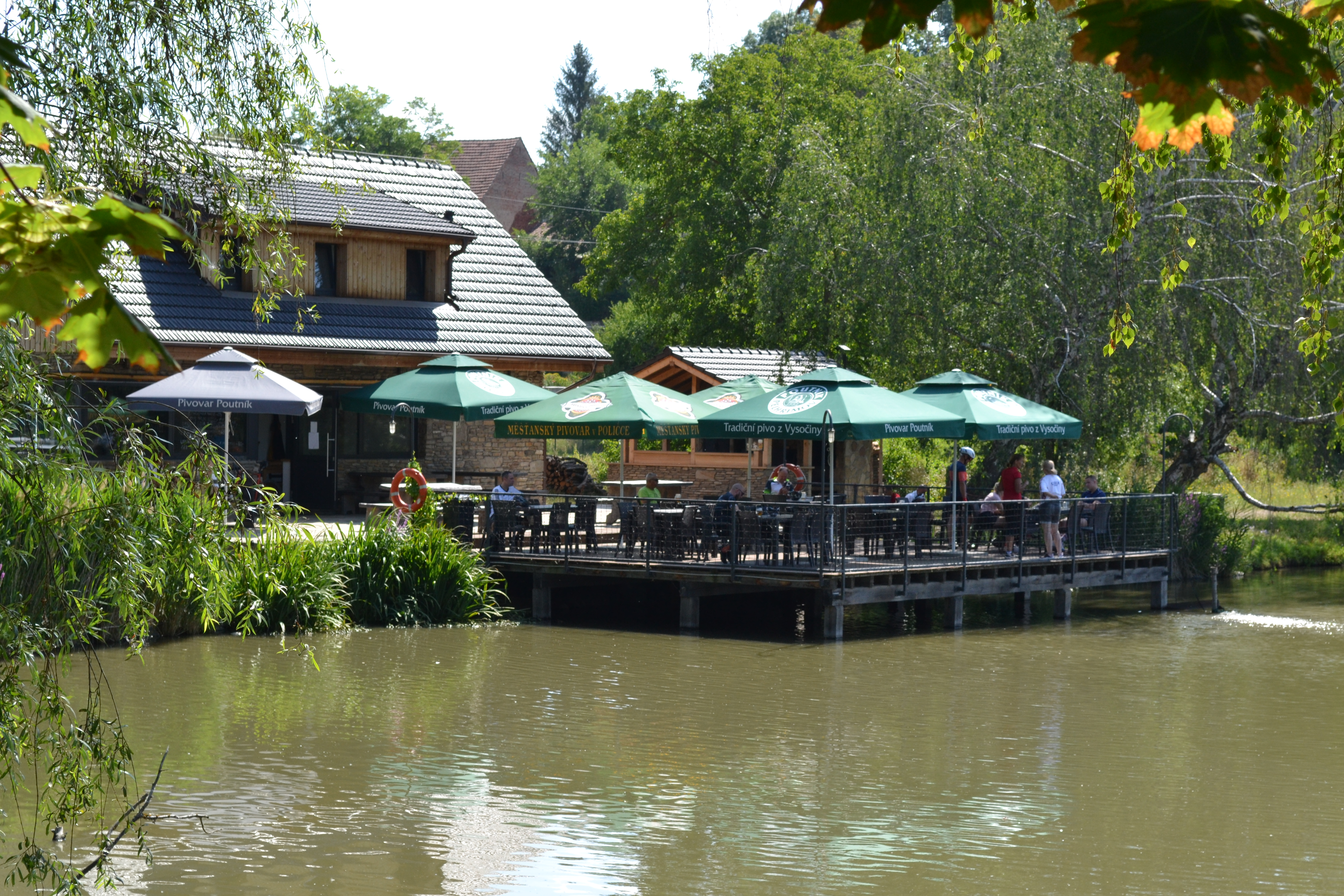
občerstvení u rybníka
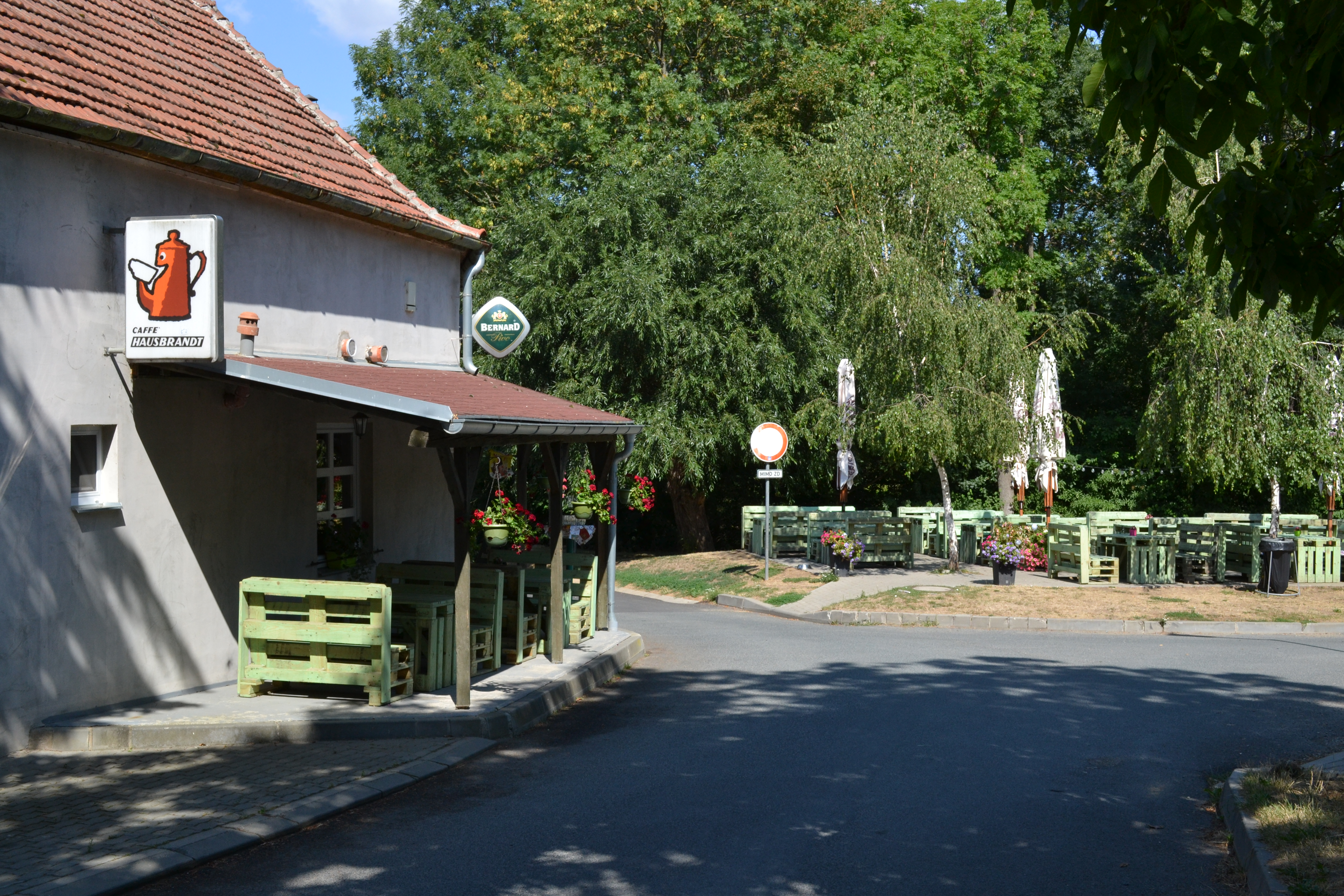
Kafe A sakra